# Heinrich Kerkmann
Heinrich Kerkmann, auch Henrich Kerckmann, (* 13. Dezember 1587 in Lemgo; † 26. März 1666 ebenda) war ein deutscher Jurist und Politiker. Er war Bürgermeister von Lemgo und berüchtigt für seine Hexenverfolgungen sowie für seine Rolle in den Hexenprozessen.

## Biografie
Heinrich Kerkmann wurde am 13. Dezember 1587 in Lemgo, der damals größten Stadt in der Grafschaft Lippe, als Sohn des Henrich Kerkmann geboren. Dieser stammte aus der benachbarten Grafschaft Ravensberg und war beim lippischen Landesherrn als Kanzler angestellt, einem der höchsten bürgerlichen Ämter im Dienste des Grafen. Seine Mutter, Anna Erp-Brockhausen, war ebenfalls Angehörige der bürgerlichen Oberschicht, deren Familie seit Jahrhunderten in Lemgo wohnte.
Seine Kindheit verbrachte Kerkmann im lutherischen Elternhaus. Nach dem Schulbesuch in Lemgo und Salzuflen begann er 1608 ein Jurastudium in Rostock, begleitet von seinem Hauslehrer Valentin Melasius. Anschließend folgten insgesamt fünf Studienjahre an der Universität Gießen, wo er 1616 in den Fächern Zivil-, Kirchen- und Lehnsrecht promovierte.
Ab 1621 wohnte er wieder im elterlichen Haus in Lemgo und heiratete Elisabeth Wippermann, die Tochter des wohlhabenden Kaufmanns Jobst Wippermann. Durch diese Ehe wurden seine Beziehungen zur Lemgoer Führungsschicht gefestigt, was zu seiner wiederholten Wahl als Bürgermeister führte, obwohl er zuvor keine Ratsämter innehatte. In Lemgo war es zu dieser Zeit üblich, dass sich zwei komplette Ratsbesetzungen in jedem Jahr ablösten und Kerkmann ab 1626 in jedem zweiten Jahr zum Bürgermeister gewählt wurde. Bei den lippischen Landesherrn stand er in hohem Ansehen und war um 1640 für einige Jahre als Geheimer Rat für den Grafen Philipp I. zu Schaumburg-Lippe tätig. 1649 wurde er zum Hofgerichtsassessor berufen und fungierte als Beisitzer an einem der beiden lippischen Obergerichte.
Der Dreißigjährige Krieg (1618–1648) stellte ihn allerdings vor eine harte Bewährungsprobe. Lemgo wurde in dieser Zeit zweimal geplündert, das Armut und Elend über die Stadt brachte und die Lösung der Probleme forderten die ganze Kraft des Bürgermeisters. Seine erste Frau starb 1634 und er heiratete zwei Jahre nach ihrem Tod Maria Magdalena Vilthut, die nur acht Wochen später ebenfalls starb. Todesursache war eine Pestepidemie, an der auch Kerkmann erkrankte, jedoch mit dem Leben davonkam. Fünf Jahre danach heiratete er erneut; seine dritte Ehefrau wurde 1641 Catharina Elisabeth Than aus Lübbecke.
Wie an vielen anderen Orten Deutschlands kam es in Lemgo wiederholt zu Hexenprozessen. Die erste große Verfolgungswelle des 17. Jahrhunderts von 1628 bis 1637 forderte 86 Menschenleben, davon 81 Frauen. Kerkmann bemühte sich während seiner Amtszeit, die städtische Hexenjustiz zu perfektionieren und senkte die Hinrichtungskosten, die beim Verbrennen der Opfer auf dem Scheiterhaufen entstanden. Er führte sogenannte Begnadigungen ein, bei denen die Verurteilten vom Scharfrichter mit dem Schwert statt mit dem Feuer hingerichtet wurden. Die Kosten dafür mussten die zumeist wohlhabenden Angehörigen tragen. Alsbald galt er als Experte der Hexenjustiz und war an der zweiten Prozesswelle 1653 und 1656 gemeinsam mit seinem langjährigen Mitarbeiter, Stadtsekretär Johannes Berner, maßgeblich beteiligt. Die Bürgermeister wechselten, der Stadtsekretär blieb jedoch im Amt und spielte nahezu sechs Jahrzehnte lang eine verhängnisvolle Rolle für die Opfer.
Das autoritäre Regiment Kerkmanns erzeugte Widerstand in der Bürgerschaft und der Lemgoer Führungsschicht, doch aufgrund seiner guten Beziehungen zum lippischen Landesherrn konnte er seinen Machtanspruch bis zu seinem Tode behaupten. Kurz zuvor hatte er noch Hermann Cothmann als seinen Nachfolger bestimmt, der ein noch schlimmeres Regiment aufbauen sollte und im kollektiven Gedächtnis der Lemgoer Bürger allein als „Hexenbürgermeister“ haften blieb.
Heinrich Kerkmann starb am 26. März 1666 nach kurzer Krankheit im Alter von 78 Jahren. In der Leichenpredigt sprach der Pfarrer vom Kampf eines christlichen Ritters gegen den Teufel und gegen die Welt, die gantz im Argen liegt. Aus seiner dritten Ehe entstammten sechs Kinder, von denen ein Sohn, Hermann Gerhard Kerkmann, ebenfalls Lemgoer Bürgermeister (1689–1695) wurde. Das Wohnhaus der Kerkmann-Familie schräg gegenüber dem Hexenbürgermeisterhaus verfiel allmählich, als die Witwe aus Lemgo fortzog. Später wurde es umgebaut und als „Alte Abtei“ bekannt, in der heute die städtische Volkshochschule untergebracht ist.